# برينت جريتزكي
برينت جريتزكي هو لاعب هوكي الجليد كندي، ولد في 20 فبراير 1972 في برانتفورد في كندا.

## وصلات خارجية
- برينت جريتزكي على موقع دوري الهوكي الوطني (الإنجليزية)
- برينت جريتزكي على موقع EliteProspects.com (الإنجليزية)
- برينت جريتزكي على موقع Eurohockey.com (الإنجليزية)
- برينت جريتزكي على موقع HockeyDB.com (الإنجليزية)
- برينت جريتزكي على موقع Hockey-Reference.com (الإنجليزية)